# Haus der Lüge
Haus Der Lüge è il quinto album del gruppo musicale tedesco Einstürzende Neubauten, pubblicato nel 1989 dalla Thirsty Ear Records.
È stato ristampato nel 2002 dalla Potomak Records in versione rimasterizzata con una bonus track.
Lo stallone ritratto sulla copertina  è tratto da un'opera di Hans Baldung del 1534, "Stallone con giumenta scalciante e cavalli selvaggi".

## Tracce
1. Prolog - 1:50
2. Feurio! - 6:02
3. Ein Stuhl In Der Hölle - 2:09
4. Haus Der Lüge - 4:00
5. Epilog - 0:28
6. Fiat Lux - 12:24
a) Fiat Lux
b) Maifestspiele
c) Hirnlego
7. Schwindel - 3:58
8. Der Kuss - 3:37
9. Feurio! (Remix) - 4:47
10. Partymucke - 3:52
11. Feurio! (Türen Offen) - 4:47

## Formazione
- Blixa Bargeld - voce, chitarra
- N.U. Unruh - percussioni, voce
- F.M. Einheit - percussioni, voce
- Mark Chung – basso, voce
- Alexander Hacke – chitarra, voce